# Colostethus imbricolus
Espèce
Statut de conservation UICN

 EN  : En danger
Colostethus imbricolus est une espèce d'amphibiens de la famille des Dendrobatidae.

## Répartition
Cette espèce est endémique du département de Chocó en Colombie. Elle se rencontre dans les environs de l'Alto del Buey de 200 à 300 m d'altitude.

## Étymologie
Le nom spécifique imbricolus vient du latin imber, la pluie, et de colus, habitant, en référence au climat de la localité type de cette espèce.

## Publication originale
- Silverstone, 1975 : Two new species of Colostethus (Amphibia: Anura: Dendrobatidae) from Colombia. Natural History Museum of Los Angeles County Contributions in Science, no 268, p. 1-10 (texte intégral).